# Gestione commissariale governativa delle Ferrovie Venete
La Gestione commissariale governativa delle Ferrovie Venete fu la gestione commissariale governativa a cui fu affidata l'amministrazione e l'esercizio di tre ferrovie appartenute alla rete della Società Veneta per Imprese e Costruzioni Pubbliche (SV): la Adria-Mestre, la Parma-Suzzara e la Udine-Cividale.

## Storia
A partire dal 1968, la Società Veneta mantenne l'esercizio solo quattro linee ferroviarie – la Adria-Mestre, la Bologna-Portomaggiore, la Parma-Suzzara e la Udine-Cividale – che furono affidate alla Società Veneta Autoferrovie (SVA), un'impresa di trasporto controllata dalla SV. Nella prima metà degli anni Ottanta, la Adria-Mestre e la Udine-Cividale furono esercite dalla Ferrovie del Nord-Est (FNE), mentre la Bologna-Portomaggiore fu assegnata alla Trasporti Romagnoli (Tra.Ro.). Entrambe le società appartenevano al gruppo della Società Veneta.
Il 6 febbraio 1986 il Ministero dei Trasporti decretò la Gestione commissariale governativa per i singoli quattro esercizi, sebbene la figura commissariale fu unica, affidata ad Alessandro Dente, e la sede delle quattro gestioni commissariali rimase quella della SV, a Padova.
Il 1º gennaio 1990, le gestioni commissariali della Adria-Mestre, della Parma-Suzzara e della Udine-Cividale furono unificate sotto l'unica insegna delle Ferrovie Venete, sempre con sede a Padova. Il primo commissario della nuova Gestione fu sempre Alessandro Dente a cui seguirono Oreste Fracasso, a partire dal 3 dicembre 1991, e Orlando Bifaretti, dal 23 febbraio 1994.
A seguito della Legge 23 dicembre 1996, n. 662, in materia di "Misure di razionalizzazione della finanza pubblica", il 1º gennaio 1997 le gestioni commissariali furono soppresse, compresa quella delle Ferrovie Venete, e gli esercizi ferroviari furono affidate alle Ferrovie dello Stato (FS) che mantenne separati i loro bilanci, in attesa di passare le infrastrutture alle regioni Emilia-Romagna, Friuli-Venezia Giulia e Veneto.